# Epigelasma perineti
Epigelasma perineti là một loài bướm đêm trong họ Geometridae.